# Троянський монастир
Троянський монастир Успіння Богородиці (болг. Троянски манастир «Успение Богородично») — третій за розміром православний ставропігійний чоловічий монастир Болгарської православної церкви. Розташований в північний частині Болгарії на схилі Старо-планінських гір на відстані 10 км від міста Троян в мальовничому місці на березі річки, поблизу села Орешак (Ловецька область).

## Історія
Монастир заснований на початку XVII століття Ігуменом Каллістратом. Легенда розповідає, що в той час в монастир афонськими монахами була принесена копія Ікони Божої Матері «Троєручиця», оригінал якої знаходиться в Хілендарському монастирі. В даний час ця ікона представляє одну з головних реліквій монастиря.
У першій половині XVIII століття монастир зростав і процвітав в економічному плані. У той же час при монастирі діяла школа. Ігумен Христофор, уродженець Сопота, провів перші великі будівництва при монастирі. Він звів декілька будівель, а також дерев'яну церкву. Пізніше, у 1780 році ігумен Пахомій організував будівництво нової, більшої кам'яної католицької церкви.
Головна церква монастиря побудована на місці старої, майстром Костянтином з міста Пештера. Освячена 6 серпня 1835 року Великотирнівським митрополитом Іларіоном. П'ятиповерхова вежа-дзвіниця побудована майстром Іваном з Млечево у 1866 році.
На початку XIX століття монастир був уже досить великий. Житлові корпуси, які оточують двір мали по два і навіть по три поверхи — що траплялося вкрай рідко для тієї епохи. У північно-західному куті були житлові вежі оборони.
Реставраційні роботи були здійснені у 1897 році. Житлові корпуси збудовані в стилі Болгарського Відродження.
Патріарх Болгарії Максим спочатку був послушником в цьому монастирі і після смерті його поховали 9 листопада 2012 року в обителі.
Троянський монастир входить до числа ста національних туристичних об'єктів.

## Церква Успіння Богородиці
Церква являє собою хрестово купольний трьохконхоідальний храм з відокремленим притвором і відкритою арочною галереєю, що примикає до будівлі із західного і частково з північного боку. У церкві знаходиться витончений різьблений іконостас 1839 року.
Однак найбільшу художню цінність являють фрески, створені видатними болгарськими художниками Захаром і Дімітром Христовом у 1847–1848 роках. Фресками розписані як інтер'єр будівлі, так і галереї. Серед інших були повторені сюжети «Страшний суд» і «Колесо життя». На північній стіні серед ктиторських портретів майстер написав і свій автопортрет.

## Галерея

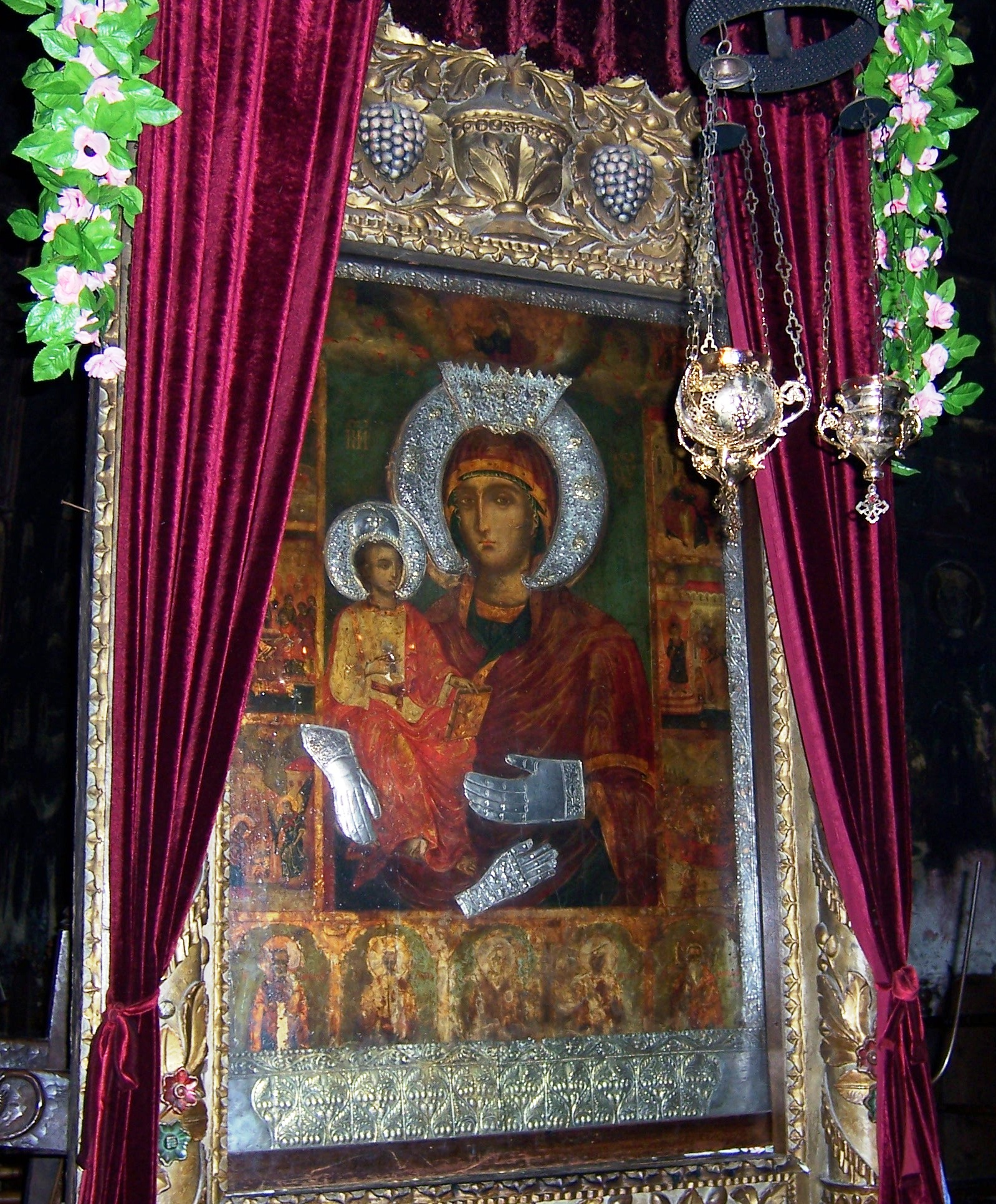
Ікона Богоматері Троеручиці
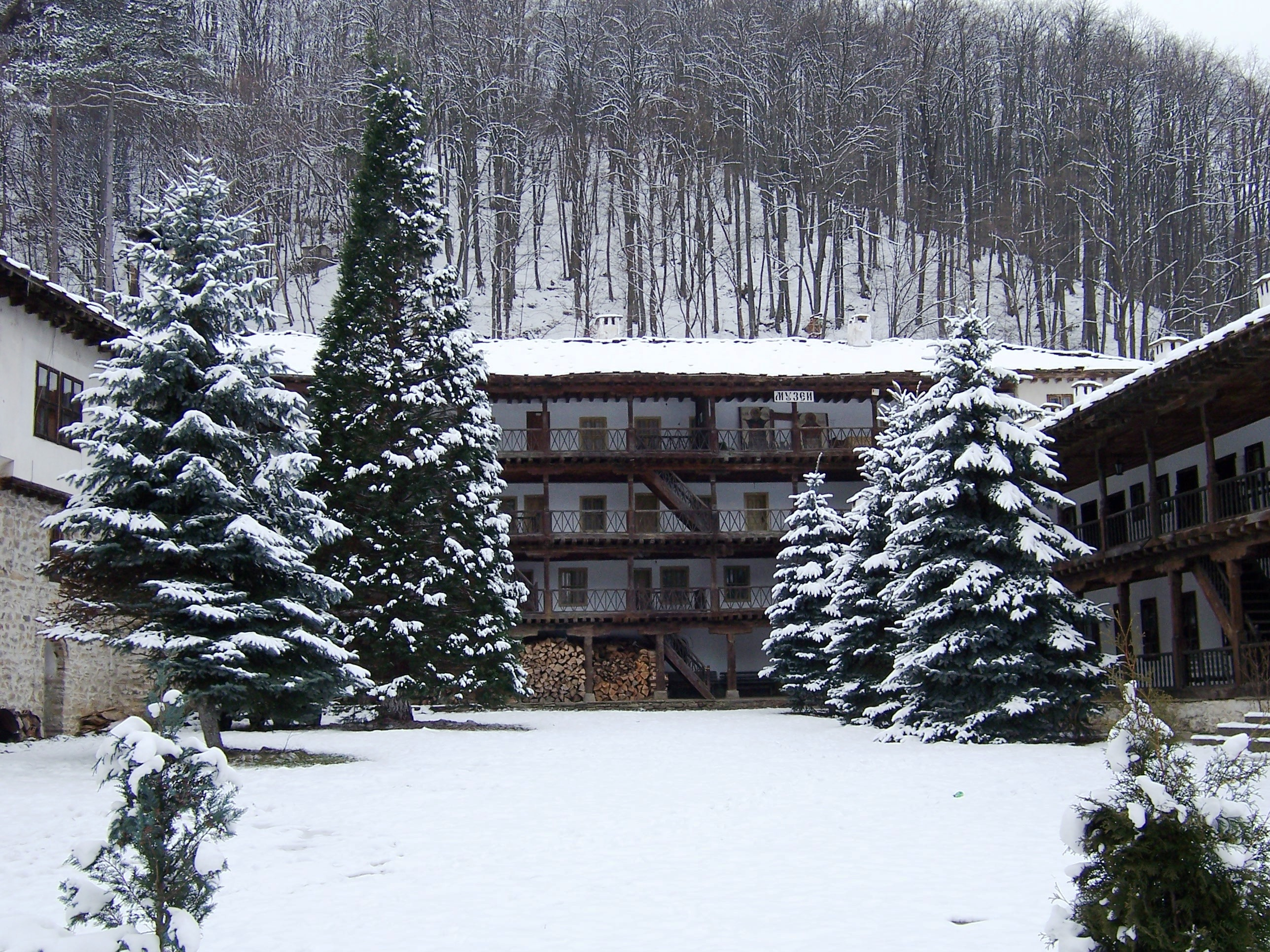
Монастирський двір
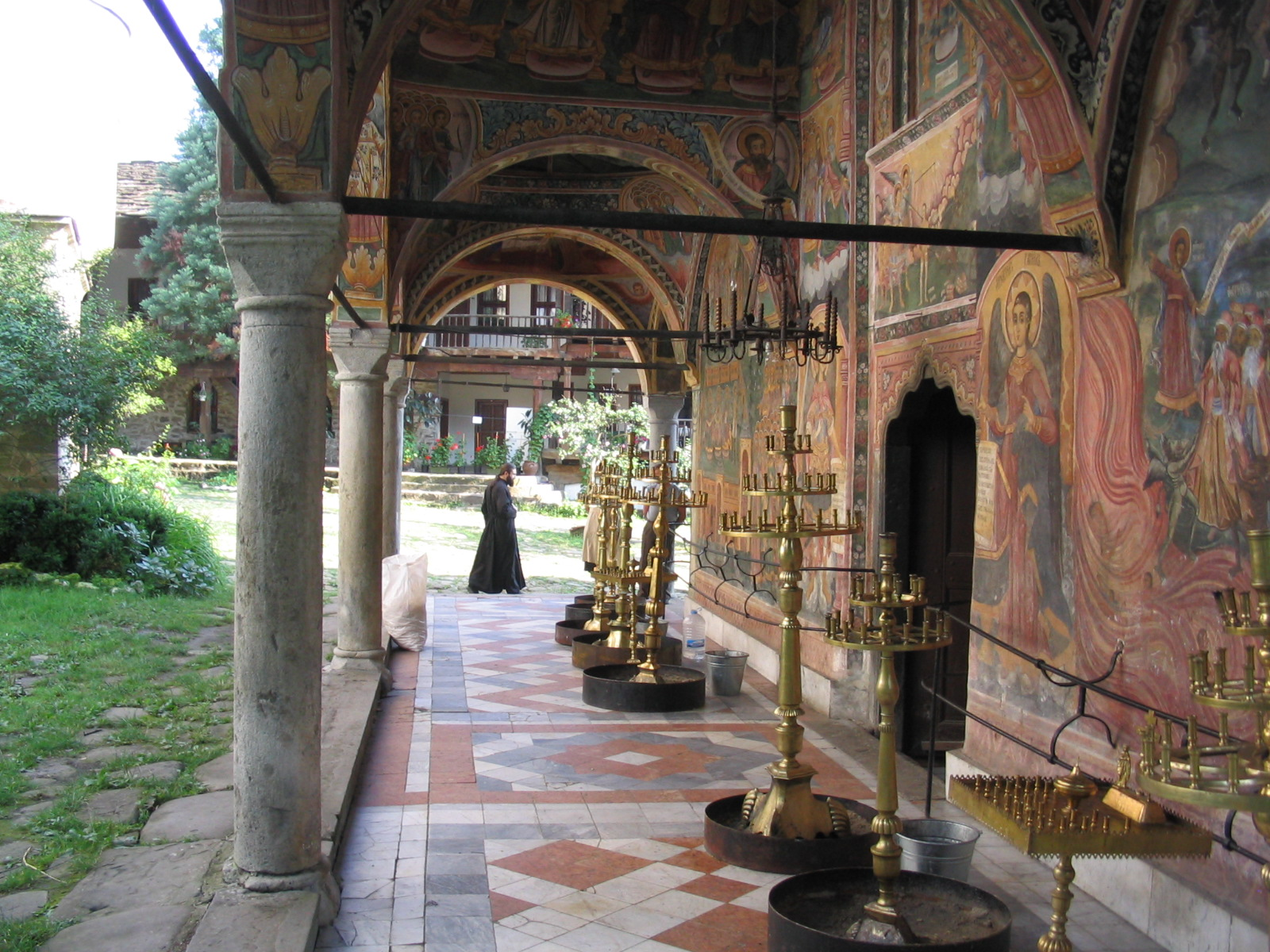
Вхід в церкву Успіння Богородиці
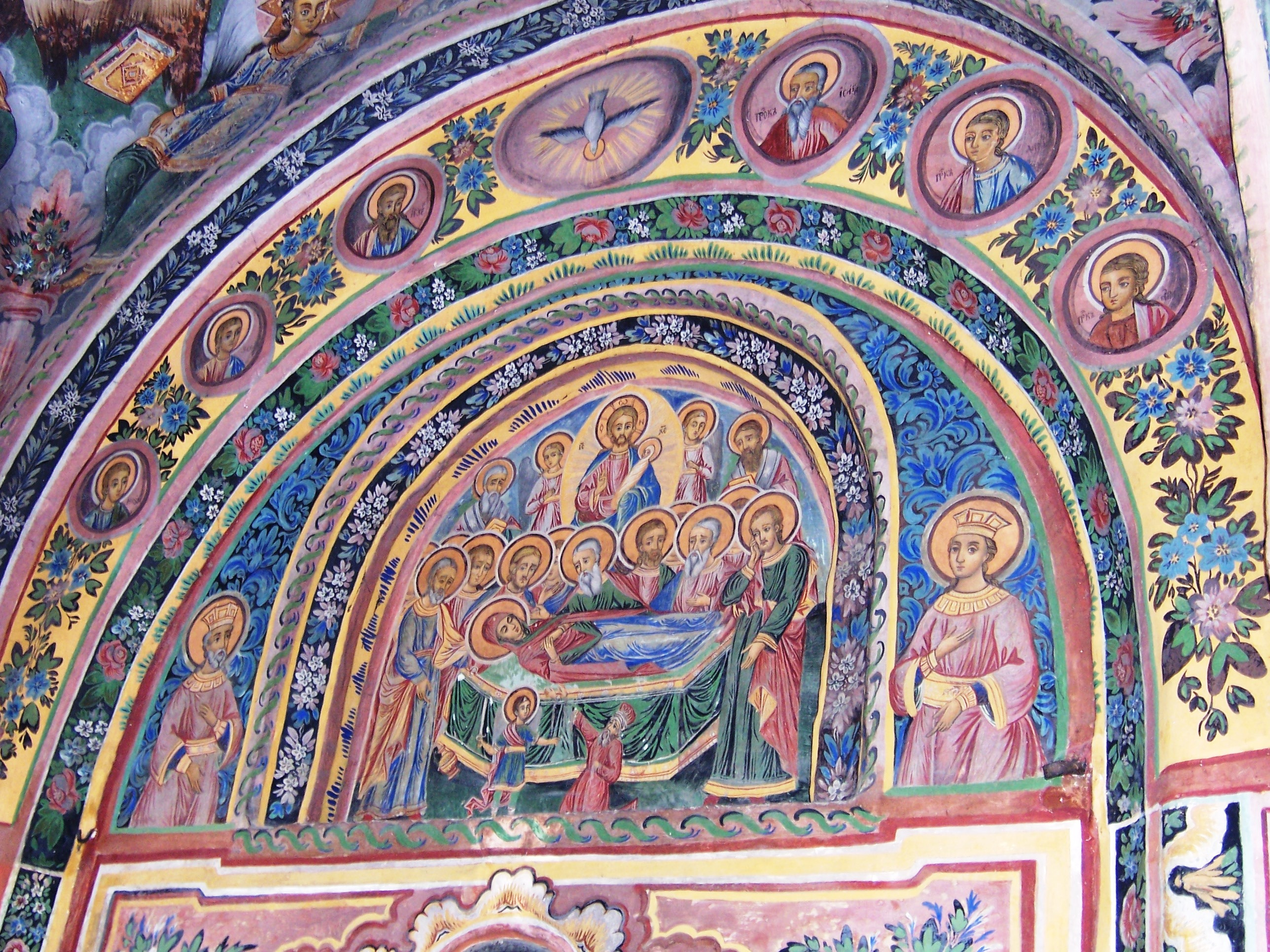
Фреска «Успіння Богородиці»
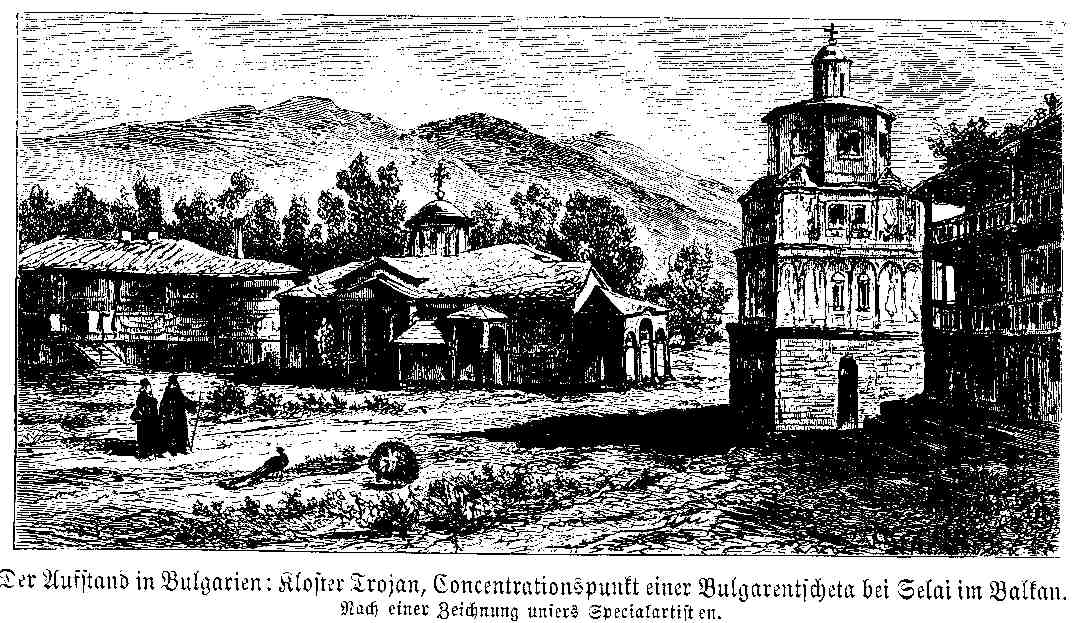
Малюнок монастиря 1876 рік
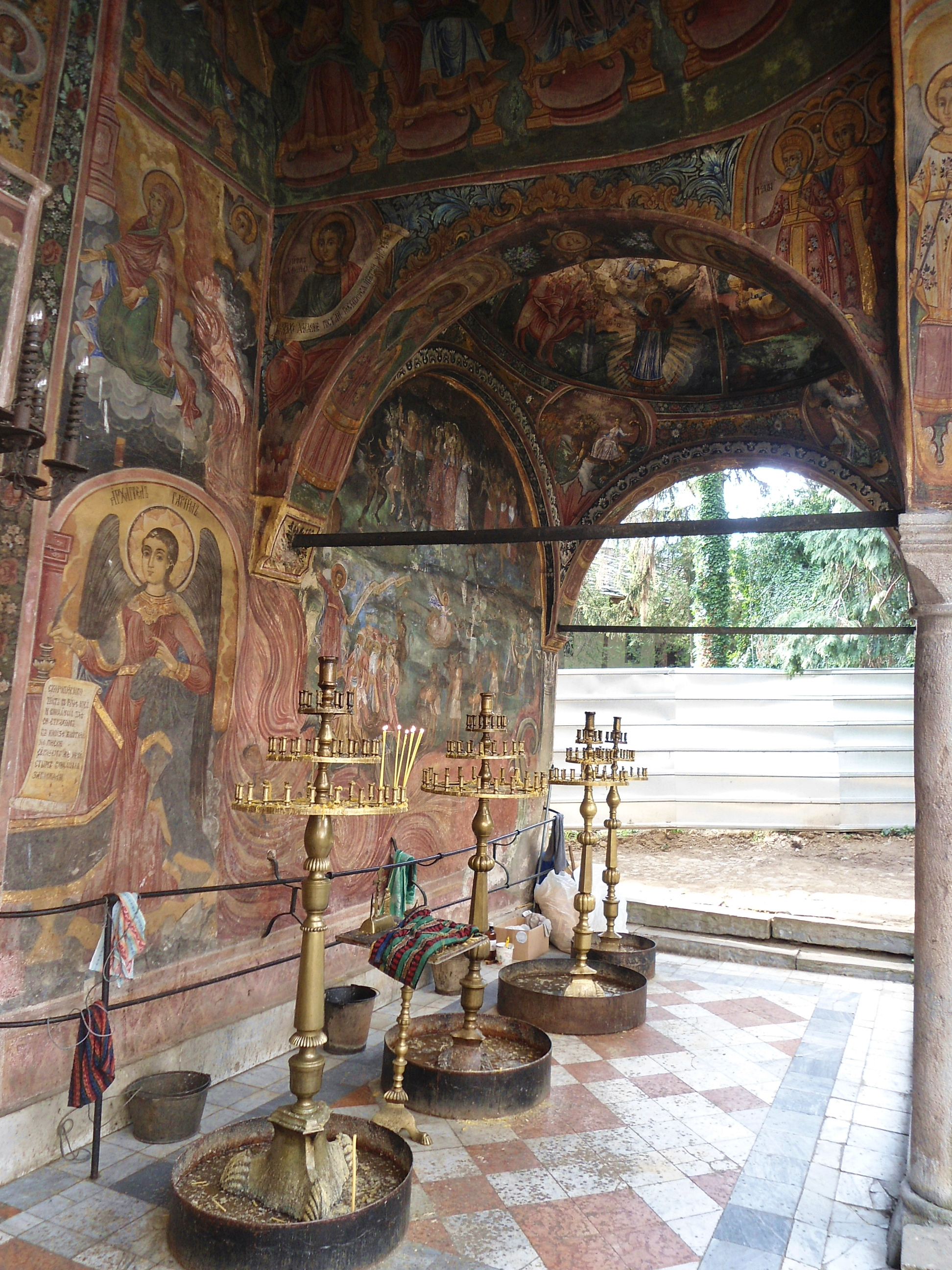
Розписи у монастирі